# Marten Sand
Marten Sand (* 1963 in Bautzen) ist ein deutscher Schauspieler, Regisseur, Intendant und Hörspielsprecher.

## Leben
Marten Sand studierte von 1984 bis 1988 Schauspiel an der Hochschule für Schauspielkunst Ernst Busch in Berlin und machte seinen Abschluss mit Diplom. Bereits in dieser Zeit spielte er an der Staatsoper Berlin und am Berliner Ensemble. Nach dem Studium hatte er für zwei Jahre ein Engagement am Hans Otto Theater in Potsdam und ging 1990 für sechs Jahre an das Brandenburger Theater, wo er seine ersten Regiearbeiten realisierte. Ein weiteres Festengagement trat er anschließend am Theater Altenburg Gera an und arbeitete danach als Schauspieler und Regisseur für mehrere Tourneetheater und das zum Teil in den drei deutschsprachigen Ländern.
Von 1999 bis 2004 war Marten Sand Geschäftsführer und künstlerischer Leiter des Theatersommers Netzeband. Im Jahr 2004 gründete er mit professionellen Theaterfreunden den Verein  Seefestival –  Wustrau-Altfriesack, welcher ein Jahr später mit dem Stück Seeschlacht zwischen Wustrau und Karwe und mit Marten Sand als Geschäftsführer, Festivaldirektor und Regisseur an den Start ging. Im Jahr 2012 wurde er zum Intendanten der Eulenspiegel-Festspiele Mölln berufen. Gastregien führten ihn an die Bühnen nach Schwerin, Potsdam, Dessau, Zittau, Parchim, Senftenberg, Berlin  und Rostock. Er führte in über 60 Produktionen unterschiedlichster Genres Regie. Für mehrere Spielfilme und Fernsehserien stand er vor der Kamera und für den Rundfunk der DDR wirkte er als Hörspielsprecher.
Marten Sand ist mit der Bühnentänzerin und Choreographin Gesine Ringel verheiratet und wohnt in Berlin.

## Filmografie
- 1988: Zahn um Zahn (Fernsehserie, 5 Episoden)
- 1996: Praxis Bülowbogen (Fernsehserie, 1 Episode)
- 2001: Der Verleger (Fernsehzweiteiler)
- 2006: Verliebt in Berlin (Fernsehserie)

## Theater

### Schauspieler
- 1988: Michail Schatrow: Blaue Pferde auf rotem Gras (Sexredner) – Regie: Christoph Schroth (Berliner Ensemble)
- 1988: Bertolt Brecht: Baal – Regie: Bernd Weißig (Hans Otto Theater Potsdam)
- 1990: Carlo Goldoni: Das Lügenmaul (Florindo) – Regie: Klaus Stefan (Hans Otto Theater Potsdam)
- 1990: Johann Wolfgang von Goethe: Die Mitschuldigen (Alcest) – Regie: Benno Besson (Hans Otto Theater Potsdam)
- 1991: Michael Frayn: Der nackte Wahnsinn (Regisseur) – Regie: Frank Matthus (Brandenburger Theater)
- 1992: William Shakespeare: Hamlet (Hamlet) – Regie: Marion Wiegmann (Brandenburger Theater)
- 2001: Johann Wolfgang von Goethe: Clavigo (Beaurmachais) – Regie: Frank Matthus (Tourneetheater Euro-Studio Landgraf)
- 2003: Gerhart Hauptmann: Der Biberpelz (von Wehrhahn) – Regie: Frank Matthus (Tourneetheater Euro-Studio Landgraf)
- 2006: Marten Sand: Bar Absinthe – Jacques Brel und seine grüne Fee (Jacques Brel) – Regie: Jan Rucicka (Schillertheater Berlin)
- 2008: Ron Hutchinson: Mondlicht und Magnolien (Victor Flemming) – Regie: Robert Klatt (Tourneetheater Euro-Studio Landgraf)
- 2011: Ira Levin: Todesfalle (Clifford Anderson) – Regie: Rober Klatt (Tourneetheater Thespiskarren Hannover)

### Regisseur
- 1989: Nikolai Gogol: Tagebuch eines Wahnsinnigen (Theater unterm Dach (Berlin))
- 1990: Alan Ayckbourn: Die bessere Hälfte (Brandenburger Theater)
- 1991: Tennessee Williams: Endstation Sehnsucht (Brandenburger Theater)
- 1992: Ödön von Horváth: Italienische Nacht (Brandenburger Theater)
- 1993: Neil Simon: Dachlawine (Brandenburger Theater)
- 1994: Carl Zuckmayer: Der Hauptmann von Köpenick (Brandenburger Theater)
- 1995: Marc Camoletti: Hier sind sie richtig (Gerhart-Hauptmann-Theater Görlitz-Zittau)
- 1996: Arthur Miller: Tod eines Handlungsreisenden (Brandenburger Theater)
- 1997: Richard O’Brien: The Rocky Horror Show (Theater Altenburg Gera)
- 1998: Bertolt Brecht: Die Kleinbürgerhochzeit (Theater Altenburg Gera)
- 1999: Johann Wolfgang von Goethe: Faust. Eine Tragödie. (Theaterfestspiele Netzeband)
- 2002: Marten Sand/Gesine Ringel: Supernova (Theaterfestspiele Netzeband)
- 2003: Marten Sand/Gesine Ringel: Jaques Brel Abend (Theaterfestspiele Netzeband)
- 2006: Lutz Hübner: Nellie Goodbye (Mecklenburgisches Staatstheater Schwerin)
- 2007: Marten Sand nach Theodor Fontane: Oceane (Seefestival Wustrau)
- 2009: Hans Christian Andersen: Die kleine Seejungfrau (Seefestival Wustrau)
- 2012: Marcus Born: Zwischen Himmel und Hölle (Eulenspiegel-Festspiele Mölln)
- 2013: Marten Sand/Gesine Ringel: Atlantias neue Welt (Seefestival Wustrau)
- 2014: Marten Sand/Gesine Ringel: Theaterblut (Seefestival Wustrau)
- 2015: Daniel Große Boymann:  Odysseus fährt irr  (Seefestival Wustrau)
- 2016: Stephen Sinclair/Anthony McCarten: Ladies Night (Neue Bühne Senftenberg)
- 2016: Daniel Große Boymann/Thomas Kary: Spatz und Engel (Seefestival Wustrau)
- 2018: Neil Simon: Ein seltsames Paar (Tourneetheater Show Express Könnern)
- 2019: William Shakespeare: Was ihr wollt (Seefestival Wustrau)
- 2019: Alexandra Julius Frölich: Shalom – Salam: wohin? Folge 5 (Deutsch-Jüdisches Theater Berlin)
- 2020: Eric Idle/ John Du Prez. Monty Python’s Spamalot – Die Suche nach dem heiligen Gral – (Schlosspark Theater Berlin)
- 2020: Mark Kuntz: Der letzte Raucher (Seefestival Wustrau)

## Hörspiele
- 1981: Maria Krieger: Ein Augenblick – So leicht wie eine Feder – Regie: Reneè Eigendorf (Kinderhörspiel – Rundfunk der DDR)
- 1990: Siegfried Stadler: Keiner will der Löwe sein (Wärter) – Regie: Herbert Olschok (Kinderhörspiel/Kurzhörspiel – Rundfunk der DDR)

## Auszeichnungen
- Kunstpreis der Hansestadt Rostock
- 2004: INTEGA-Preis für seine Rolle des Baron von Wehrhahn in Der Biberpelz von Gerhart Hauptmann